# Фэйзер
Фэйзер (англ. phaser), также часто называемый фазовым вибрато — звуковой эффект, который достигается фильтрацией звукового сигнала с созданием серии максимумов и минимумов в его спектре. Положение этих максимумов и минимумов варьируется на протяжении звучания, что создаёт специфический круговой (англ. sweeping) эффект. Также фэйзером называют соответствующее устройство. По принципу работы схож с хорусом и отличается от него временем задержки (1-5 мс). Помимо этого, задержка сигнала у фэйзера на разных частотах неодинакова и меняется по определённому закону.

## Процесс
Электронный эффект фейзер создается путём разделения звукового сигнала на два потока. Один поток обрабатывается фазовым фильтром, который изменяет фазу звукового сигнала, сохраняя его частоту. Величина изменения фазы зависит от частоты. После микширования обработанного и необработанного сигналов, частоты, находящиеся в противофазе, погашают друг друга, создавая характерные провалы в спектре звука. Изменение отношения оригинального и обработанного сигнала позволяет изменить глубину эффекта, причём максимальная глубина достигается при отношении 50 %.
Эффект фэйзера подобен эффектам фланжера и хоруса, которые также используют добавление к звуковому сигналу его копий, подаваемых с определённой задержкой (т. н. линию задержки). Однако в отличие от фланжера и хоруса, где величина задержки может принимать произвольное значение (обычно от 0 до 20 мс), величина задержки в фэйзере зависит от частоты сигнала и лежит в пределах одной фазы колебания. Таким образом, фэйзер можно рассматривать как частный случай фланжера.

## Структура
Типичный электронный фэйзер использует серию переменных фазовращательных схем, изменяющие фазу различных частотных составляющих сигнала. Эти фильтры пропускают все частоты, не изменяя их мощность и изменяя лишь их фазу. Ухо человека не очень чувствительно к изменению фазы, однако изменение фазы становится заметным при интерференции, когда при смешивании с необработанным сигналом образуются спады. Упрощенно структуру фэйзера (для сигнала моно) показано ниже:
Набор фазовых фильтров (обычно называются каскадом, англ. stages) может быть представлен различными моделями, аналоговые фезйеры обычно включают 4, 8 или 12 каскадов. Цифровые фэйзеры могут включать до 32 и более каскадов. От модели зависит количество минимумов спектра, определяющие общий характер звука. Фэйзер с числом каскадов n обычно даёт n / 2 минимумов в спектре, таким образом, например, 4-каскадный фейзер даёт 2 минимумы.
Кроме того, выходной сигнал может быть подан на вход для усиления эффекта, создавая резонансный эффект, углубляя минимумами. Такое устройство называется фэйзером с обратной связью (англ. feedback), его схема показана ниже:
На рисунках слева проиллюстрирована разница между фейзером с обратной связью и без. Максимумы при применении обратной связи острее, что влияет на характер звука.
Стереофейзер представляет собой два идентичных фэйзера, отличающихся фазовым сдвигом на 90 °.
Большинство современных фэйзеров являются цифровыми процессорами, эмулирующими работу аналоговых фэйзеров. Фэйзеры реализуются как плагины аудиоредакторов, часть рэкового эффект-процессора, либо как «комбик» гитарных эффектов.
| Эффект фэйзерао файле даётся фрагмент необработанного сигнала и различные варианты его отделки фэйзером. |
| |
| Спектральный анализ приведённого выше фрагмента осуществлён в аудиоредакторе Adobe Audition              |

## Параметры эффекта
- Глубина (depth, frequency) — характеризует частотный диапазон, в котором изменяется время задержки.
- Скорость (speed, rate) — быстрота изменения «плавания» звука, регулируется частотой низкочастотного генератора.
- Форма волны генератора низкой частоты (LFO waveform) — бывает синусоидальной (sin), треугольной (triangle) и логарифмической (log).
- Баланс (balance, mix) — соотношение необработанного и обработанного сигналов.

## Использование
Фейзер используют для достижения «синтезации» или «электронизации» натуральных звуков, таких как человеческая речь. В частности, этот эффект популярен в кино- и теле-продукции, где используется для преобразования голоса человека в голос компьютера. Так, например, голос персонажа C-3PO из фильма Звёздные войны был создан путём редактирования голоса актёра фэйзером. Причина такого использования состоит в том, что спектр звука, что даёт фэйзер, является слишком нетипичным для природных звуков. Другим эффектом, применяемым для подобных целей, является вокодер.
Фэйзер широко используют также и электрогитаристы, в частности Эдди ван Хален (Eddie Van Halen), который использовал фейзер вместе с другими эффектами, после эффекта дисторшн. Ко многим клавишным инструментам, таким как клавинет, также применяют фэйзер для придания "текучести" звучанию.

## Устройства реализующие фэйзер
Бывают аналоговые и цифровые. Примеры:
- MXR M-101 Phase 90
- Boss PH-3 Phase Shifter
- Electro-Harmonix Small Stone
- Moog MF-103 12 Stage Phaser
- DigiTech Hyper Phase